# Juan Rodríguez (aviron)
Juan Rodríguez, né le 9 juillet 1928 à Dolores et mort le 27 septembre 2019, est un rameur uruguayen.

## Biographie

### Palmarès

#### Aviron aux Jeux olympiques
- 1948 à Londres,  Royaume-Uni
  -  Médaille de bronze en deux de couple
- 1952 à Helsinki,  Finlande
  -  Médaille de bronze en deux de couple[2]